# Granville Brothers Aircraft

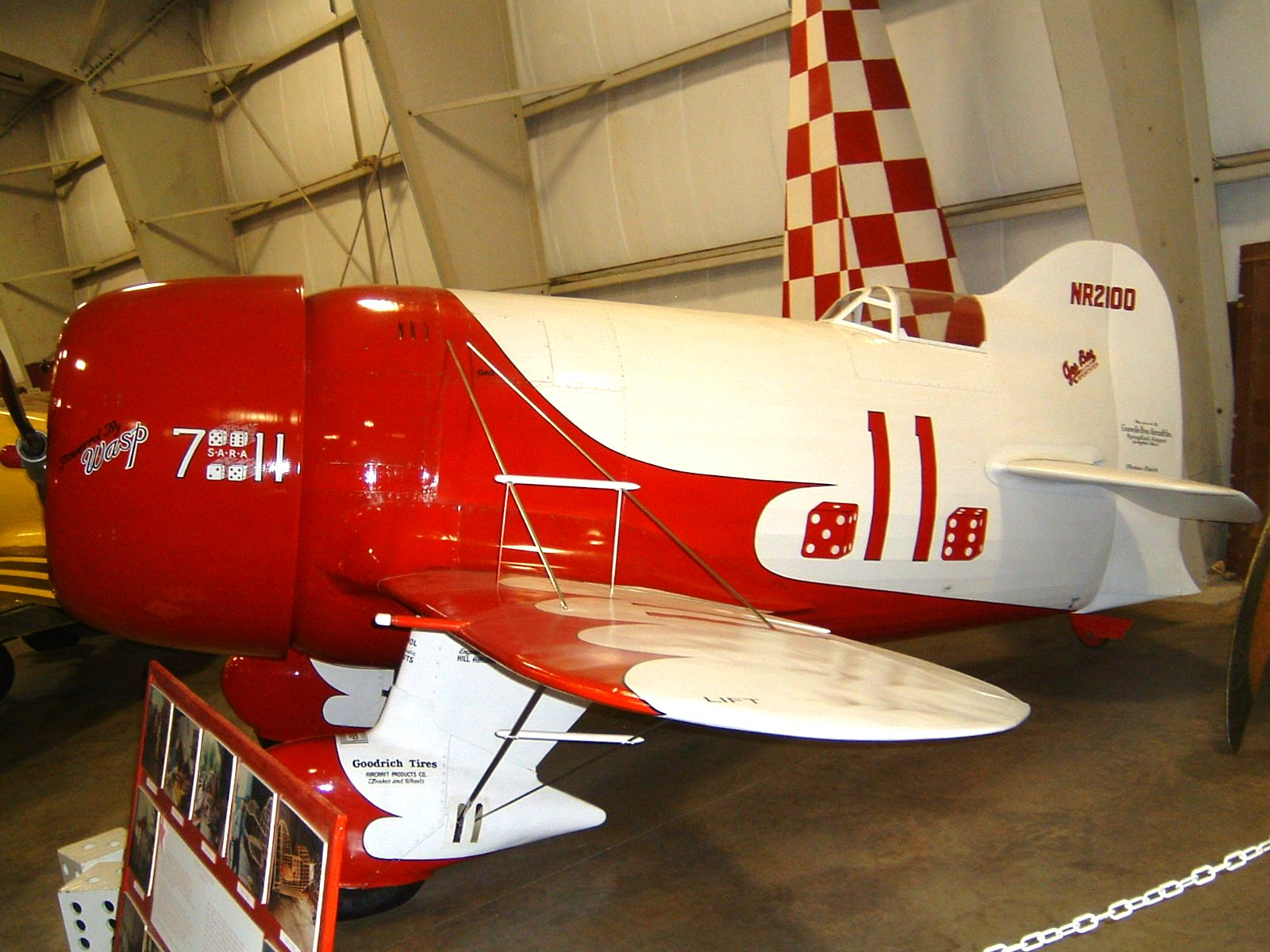
Nachbau einer Granville Gee Bee R-1

Granville Brothers Aircraft war ein US-amerikanischer Flugzeugbauer. Das Unternehmen wurde 1925 von den fünf Brüdern Zantford, Thomas, Robert, Mark und Edward Granville gegründet, ging jedoch schon 1934 bankrott. Bekannt wurde das Unternehmen durch den Bau von Sportflugzeugen wie der Gee Bee R-1 oder der Gee Bee Z40. Insgesamt wurden nur 24 Fluggeräte gebaut, von denen allerdings die meisten bei Unfällen zerstört wurden, sodass lediglich zwei erhaltene Originale bekannt sind. Daher besteht der größte Teil der zum Beispiel in Museen exponierten Flieger aus Replikaten.